# Бауска
Бауска (латис. Bauska) — місто в Латвії, Бауський край. Адміністративний центр краю. Населення 10 840 жителів (2000). Територія 6,1 км². Розташоване за 66 км на південь від м. Рига біля злиття рр. Муса і Мемеле. Найближча залізнична станція — Іецава (за 26 км).

## Назва
- Бауска (латис. Bauska;  вимова)
- Бауске (нім. Bauske) — до 1920 року.

## Географія
Розташоване за 66 км на південь від м. Рига біля злиття рр. Муса і Мемеле. Найближча залізнична станція — Іецава (за 26 км).

## Історія
Бауска вперше згадується в 1443, стало містом в 1511. Повні права міста отримало в 1609.
Бауський замок був заснований в 1456 р. гросмейстером німецького ордена Іоанном фон Менгденом англ. Johann Osthoff von Mengede (також називався Буше, Бушенборг і Баушкенбург). У 1625 р. замок був узятий шведами, під час Північної Війни в 1705 р. московитами. 

У 1705 р. укріплення замку були зруйновані, і з тих пір він нежилий. Збереглися руїни замку які ретельно відреставровані. У 1855 місто налічувало 6 532 жителів. Всього в Бауському повіті, Курляндській губернії Росії налічувалося 56 804 жителів. У той час в місті знаходилися православна каплиця, лютеранська церква, 2 синагоги. Також були 1 шкіряний, 1 цегляний і 2 винокурних (пивоварних) заводи. Щорічний ярмарок проводився з 12 по 17 жовтня.

## Визначні пам'ятки

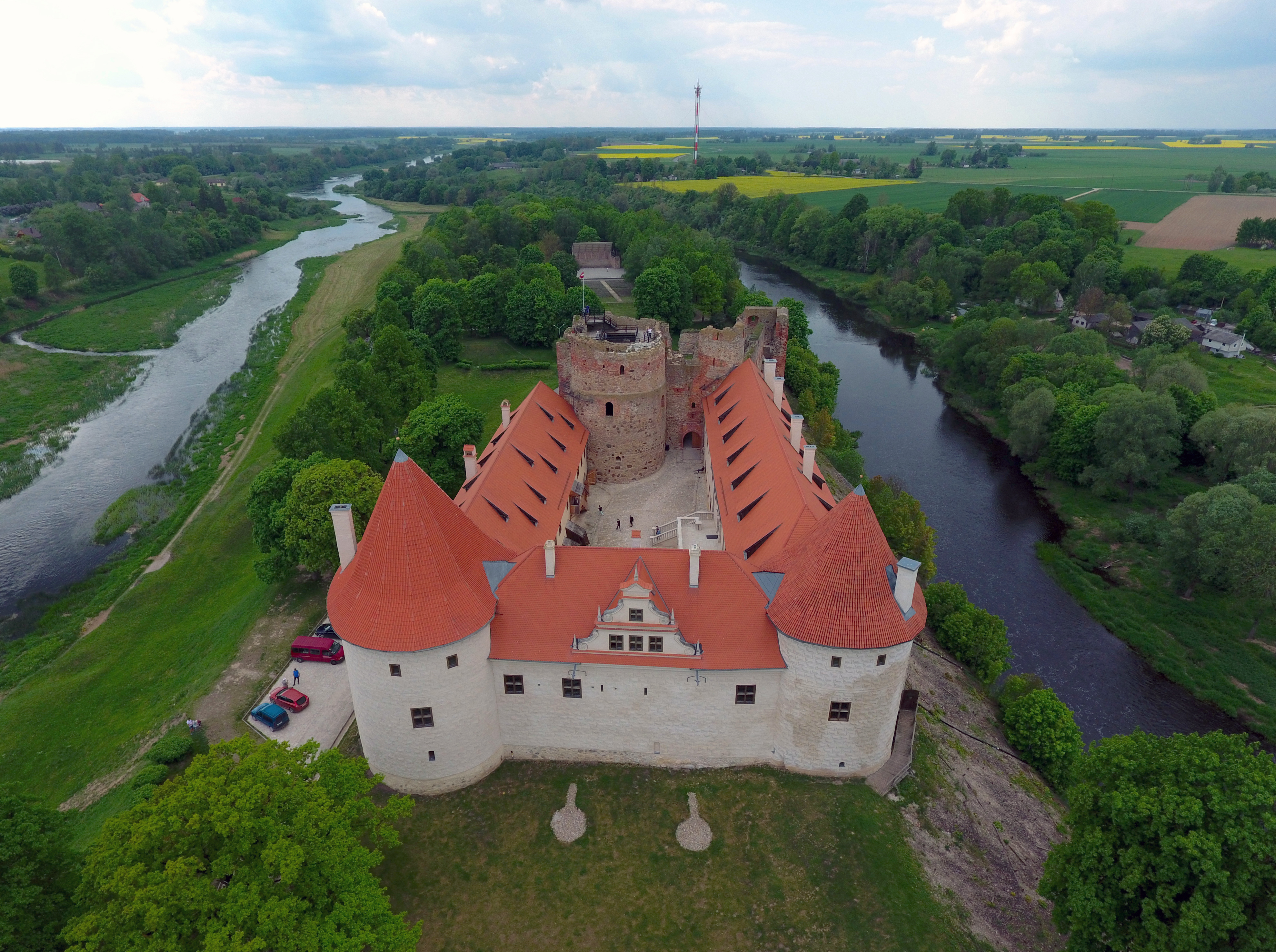
Бауський замок
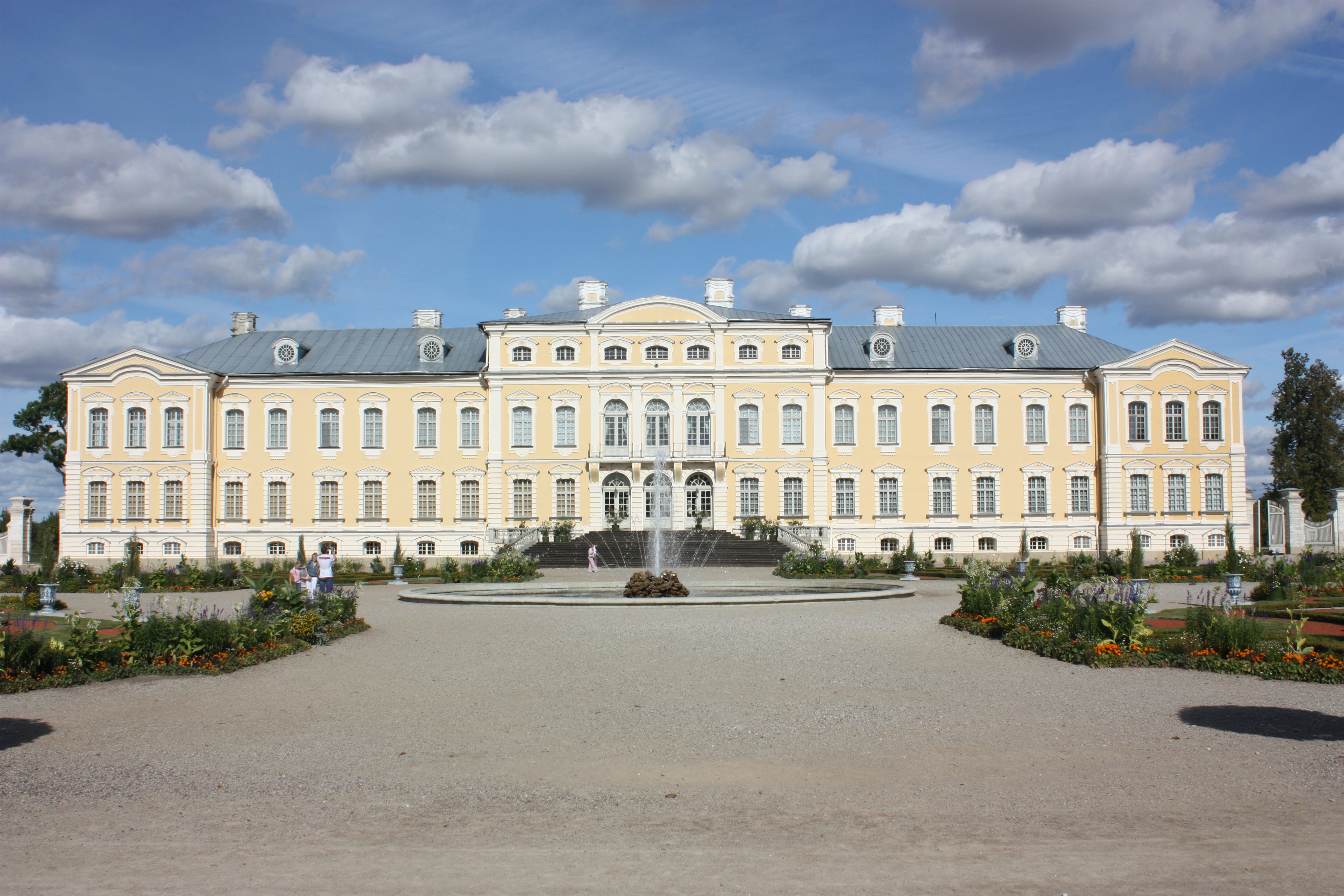
Рундальський палац
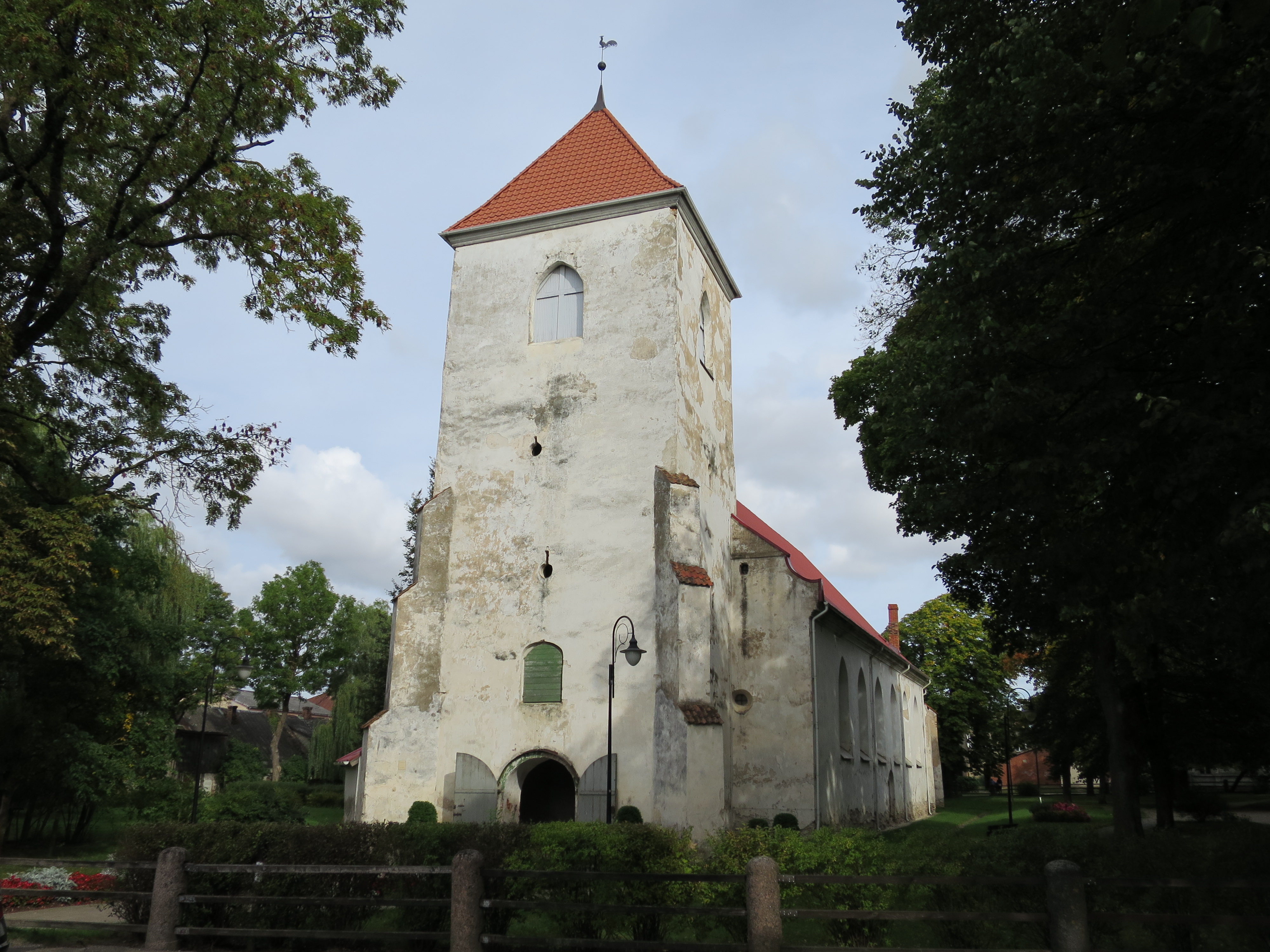
Лютеранська церква
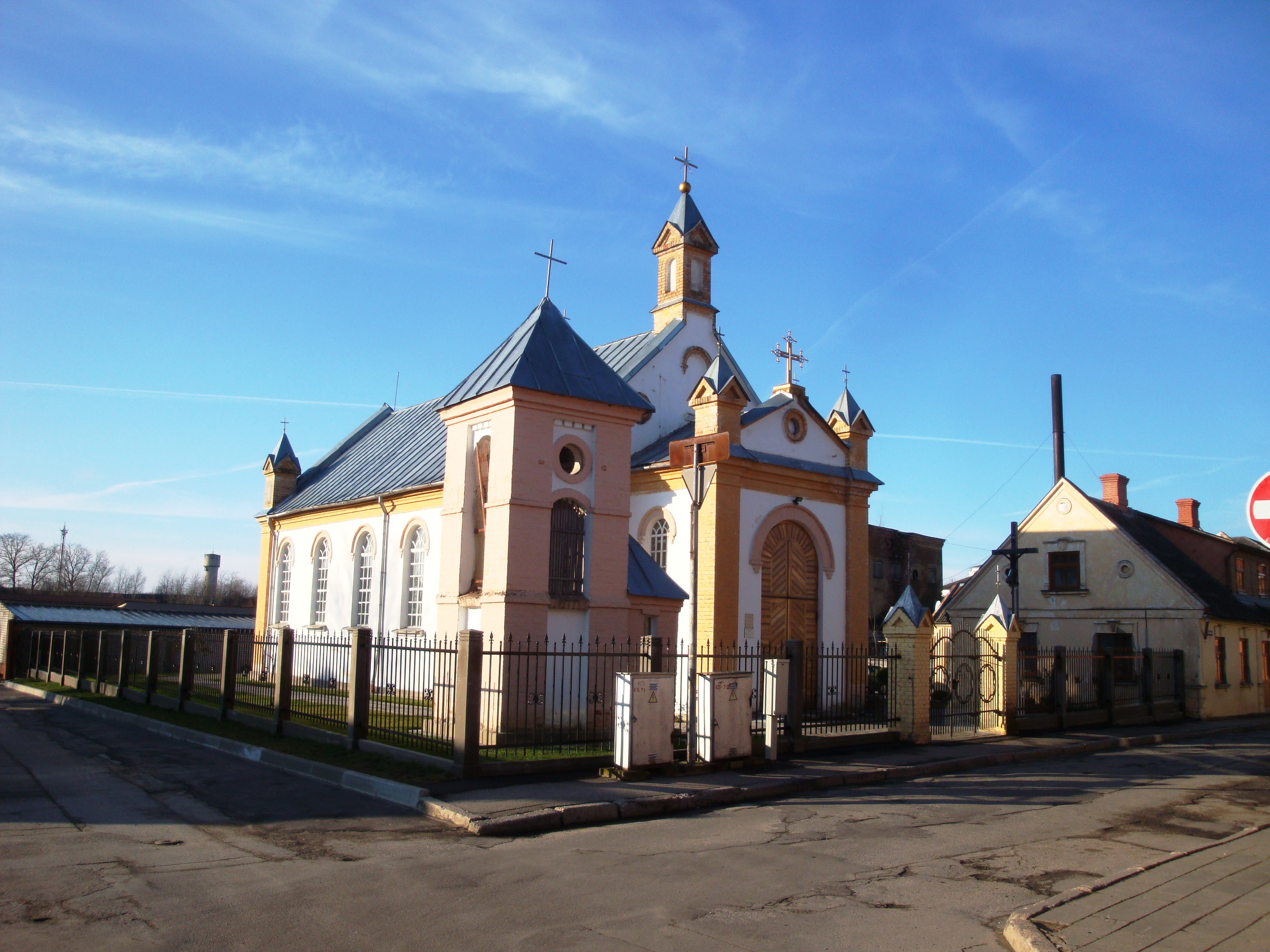
Католицька церква

- Бауський музей краєзнавства та мистецтва
- Меморіальний будинок-музей поета Віліса Плудонса «Лейнієки»
- Виставка машинного музею
- Селянське подвір'я і музей сільськогосподарських машин
- Народний театр
- Пам'ятник-меморіал «Захисникам Бауски від другої радянської окупації». (відкритий 14 вересня 2012)[2]